# Дом С. Г. Гордеева
Дом Семена Гордеева (терем Гордеева, Рыбинский Дом художников) — реплика памятника деревянной архитектуры русского стиля начала XX века, достопримечательность Рыбинска.
Адрес: Ярославская область, Рыбинск, улица Пушкина, 52 

## Купец Семен Гордеев
О владельце дома Семёне Гордеевиче Гордееве, а также об истории строительства самого дома известно крайне мало. К 1875 году Семен Гордеев владел двухэтажным каменным домом, двумя флигелями, новым каменным строением в 19-м квартале Крестовой улицы. 
С 1880 года Гордеев владел также деревянным домом, флигелем, земельными участками на пересечении ул. Бабарыкинской (Плеханова) и Конюшенной (Пушкина) - там, где сегодня стоит Дом художника. 
Семен Гордеев не раз жертвовал церквям города (например, храму Иверской иконы Божией Матери) и губернии, что зафиксировано в епархиальных документах за 1870-90 годы, а также в духовном завещании, опубликованном в 1906 году.
Постепенный рост объема недвижимости Гордеева и богатые дары церквям позволяют предположить, что Семен Гордеев - выходец из низших сословий, разбогатевший на торговле хлебом и операциях с недвижимостью во время активного экономического развития Рыбинска последней трети XIX века, которое началось после строительства в 1869 году Рыбинско-Бологовской железной дороги. 
Косвенное подтверждение этому - нестабильность в фиксации социального статуса Гордеева в официальных документах. Так, в метрической книге рыбинского Спасо-Преображенского собора за 1893 год он указан как «купец», в переписном листе 1897 года - как «мещанин и домовладелец». 
Есть сведения о браках с женщинами разных сословий: женился на купчихе Евдокии Фёдоровне (умерла в июле 1891-го), второй брак - в сентябре 1891-го на богатой мещанке Марии Афанасьевой .

## История перестройки дома
Дом построили в 1900 году на месте небольшого флигеля усадьбы Наумова, который принадлежал Семену Гордееву. 
Постройка располагалась на пересечении Пушкинской (совр. ул. Пушкина) и Бабарыкинской улиц (совр. ул. Плеханова) - в районе Рыбинска, активно застраивавшемся в к XIX-нач. XX века.
К деревянному зданию старого флигеля надстроили второй этаж. Здание богато украсили балконами, башенками, кокошниками и другими декоративными деталями. Дом купец Гордеев отдал в 1905 году в приданное дочери.

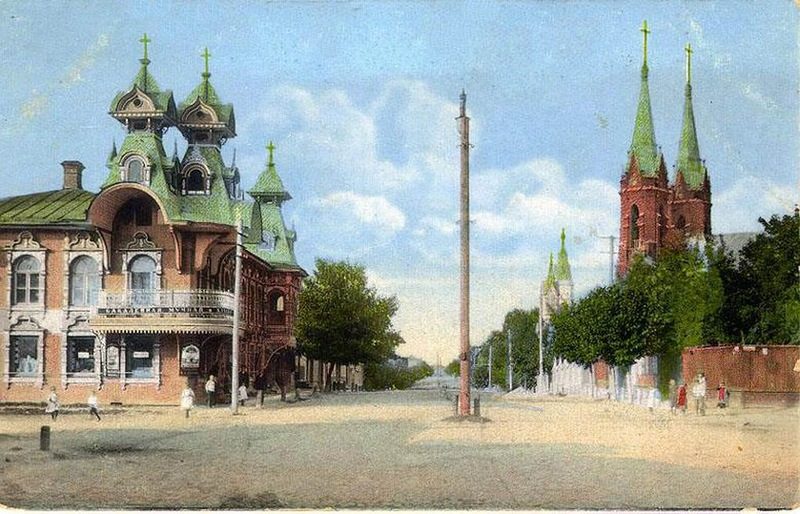
Дом С. Г. Гордеева на фотографии С. М. Прокудина-Горского. 1910-е годы

До 1917 года дом являлся доходным: квартиры первого и второго этажа сдавали в аренду; на южном углу со стороны ул. Бабарыкинской располагалась бакалейная лавка, подвал использовали в качестве склада; в северной части жила хозяйка дома.
В советские годы в Доме Гордеева размещались жилые квартиры. Сохранность памятника, расположенного вплотную к проезжей части, стала резко ухудшаться после открытия в 1978 году новой троллейбусной линии. К 1970-м годам деревянное строение пришло в аварийное состояние .
Специалисты считали, что дом не подлежит реставрации. 
Группа рыбинских художников перестроила дома Гордеева на собственные средства. Собрав информацию о Гордееве, они тщательно обмеряли старый дом и сделали его фотографии. 
Новое здание из силикатного кирпича возвели в 2 метрах от первоначального места, дальше от проездной части. обновив и восстановив необходимые детали. 
Новое сооружение - точная копия оригинального. Есть и отличия: новое здание выше на метр, расположено дальше от дороги. В угловой части исчез подъезд, который вел когда-то в бакалейную лавку. 
Новый дом построен из силикатного кирпича, в отделке фасада и в кровле применили дерево для придания исторического вида.
С тех пор в здании - многоквартирный жилой дом, на чердаке - мастерские рыбинских художников. Благодаря этому Дом Семена Гордеева получил второе имя — Рыбинский Дом художников.

## Архитектурные особенности

##### История
Дом купца Семена Гордеева — образец русского стиля деревянной архитектуры к. XIX-нач. XX в. Архитектурный облик дома - результат надстройки второго этажа над старым зданием флигеля усадьбы Наумова и украшения декоративными элементами, свойственными древнерусскому зодчеству. Оставив основной объём флигеля, Гордеев изменил внутреннее расположение комнат. Получившееся здание богато декорировали.
Расположение дома на перекрестке определило его структуру: «Г»-образный дом двумя парадными фасадами был обращен на разные улицы. 
Восточный - главный - фасад вытянут вдоль ул. Пушкина. Два этажа прорезаны 15 окнами, украшенными богатыми наличниками, восходящими к архитектуре нарышкинского стиля (в частности, к наличникам колокольни Новодевичьего монастыря, 1689-90 гг). В центре фасада чердачное окно украшено крупным декоративным кокошником. Северная часть фасада, где располагается основной вход, фланкируется эркером с тройными окнами, переходящим в небольшую башню. 

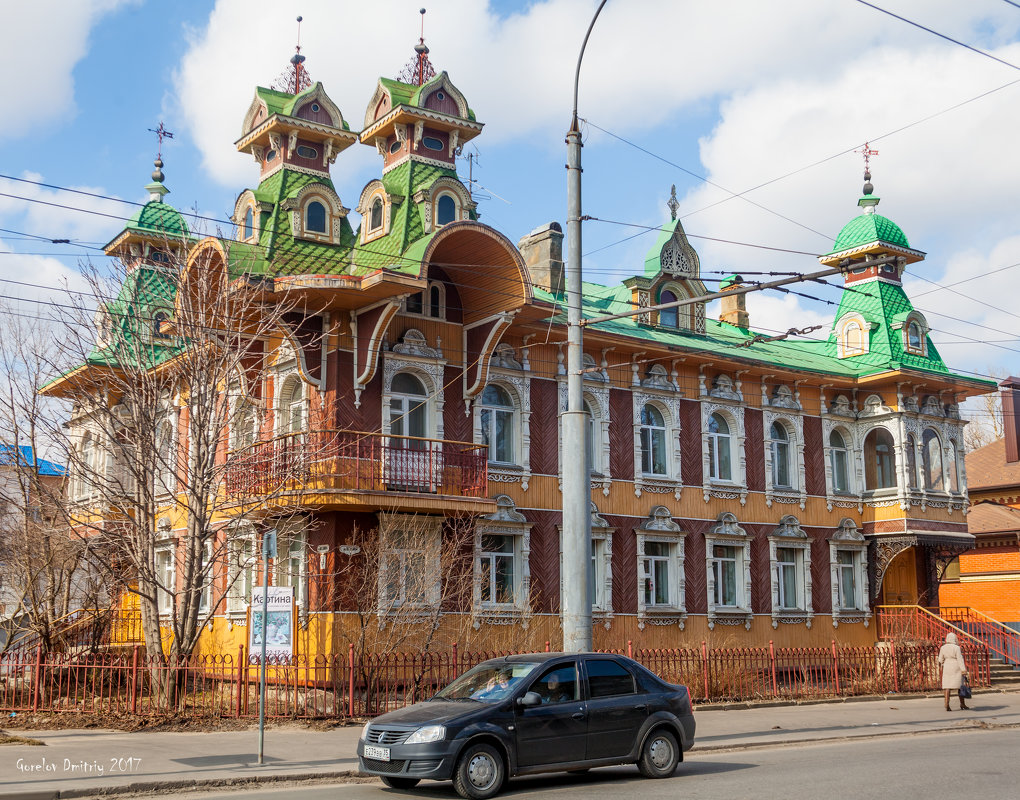
Вид с перекрёстка

В южной части со стороны перекрестка, над углом, соединяющим восточный и южный фасады, расположены два высоких шатра, завершенные крещатыми бочками. Как и башня, шатры украшены декоративными кокошниками, коваными шпилями и орнаментами. 
Ниже шатров фасады на высоте второго этажа объединены полукруглым балконом с ажурной решёткой. Западная часть южного короткого фасада завершена эркером и башней, аналогичным башне и эркеру восточного фасада. Силуэт шатров и башен усложнён слуховыми окнами, прорезанными на каждой их грани.
Внутренний двор Дома Гордеева декорировали в той же стилистике, но менее богато. 
Выполненный из теса дом был ярко окрашен. Покраска фасадов чередовала горизонтальные полосы яркого коричневого и желто-оранжевого цветов, а низкая вальмовая кровля носила насыщенно-зеленый цвет.
Все декоративные детали дома, например, орнаменты решёток и орнаменты резных наличников, выполнены в единой стилистике.
Как и большинство построек русского стиля, архитектура Дома Семена Гордеева не стремилась следовать внутренней конструктивно-композиционной логике древнерусского зодчества. Декоратор лишь стилизовал современное по функции и форме здание за счет произвольного использования древнерусских декоративных элементов (кокошников, бочек, наличников, башен и т. п.). 
В качестве аналогичных памятников можно указать терем в Погорелове, терем в Асташеве, дом купца Бугрова в Володарске, дом Смирнова в Нижнем Новгороде, а также другие деревянные памятники русского стиля.
Дом Семена Гордеева повлиял на развитие архитектуры русского стиля в Рыбинске. В 1910-м в Рыбинске построили дом купца А. Я. Рыбина (ул. Радищева, 10), который восходит к архитектуре дома Гордеева.

##### Современный облик
Современный облик Дома Гордеева — результат тотальной перестройки, которую выполнили за 4 года. Здание выстроили из силикатного кирпича. Все деревянные части дома создавали заново: крыша, башни, наличники, кружева и даже деревянный фасад дома, как его называют «рубашка». Их целый год создавали рыбинские резчики Юрий Первов и Геннадий Соколов. 
Хотя перестройка и была точной, есть отличия:
- декоративные элементы заменили, ряд деталей утерян: подзоры, оригинальные кованые решетки
- дом находится в нескольких метрах от первоначального места, дальше от проезжей части
- современный дом выше оригинального на метр, окна намного выше прежних
- кровля прорезана большими стеклянными окнами для нужд мастерских художников
- добавили чердак и подвал: на чердаке мастерские, в подвале кладовые
- отсутствует угловой вход со стороны перекрестка, который когда-то вел в бакалейную лавку
- планировка дома не совпадает с оригинальной[2]